# John Crabbe
John Crabbe (parfois Crab, ou Jan Crabbe pour les néerlandais) est un marchand, pirate et soldat flamand né vers 1280, probablement à Muiden, et mort vers 1352. 
John Crabbe se fait remarquer vers 1306 pour ses activités de piraterie contre des navires anglais dans le cadre de la première guerre d'indépendance écossaise. Malgré les plaintes qu'il reçoit à son sujet de la part du roi d'Angleterre Édouard II, le comte de Flandre ferme les yeux sur les actions de Crabbe, voire les encourage en 1315 pour obtenir de la nourriture lors d'une famine.
A partir des années 1310, Crabbe s'installe en Écosse, d'où il écoule en Flandre le butin de ses actes de piraterie. Après 1318, il s'installe notamment à Berwick-upon-Tweed, organise les défenses de la ville et approvisionne la couronne écossaise, en pleine guerre avec l'Angleterre.
Lors de l'invasion de l’Écosse par Édouard Balliol en 1332, John Crabbe est capturé. Édouard III paie alors sa rançon et s'attache ses services. L'année suivante, Crabbe est l'un des commandants du siège de Berwick. Après la capture de la ville, le roi lui accorde des terres en 1334, mais il les vend lorsqu'il est nommé connétable à vie du château de Somerton (en), dans le Lincolnshire. Crabbe continue toutefois à aider les forces anglaises en Écosse, en fournissant des navires, des soldats et des engins de siège, et en fortifiant Berwick. En 1339, il aide à protéger les cargaisons de laine anglaises vers la Flandre, puis participe l'année suivante à la bataille de L’Écluse. 
John Crabbe passe la fin de sa vie à travailler sur les châteaux et les engins de guerre du roi d'Angleterre, jusqu'à sa mort vers 1352.